# Liste d'équipements de guerre électronique de la Seconde Guerre mondiale

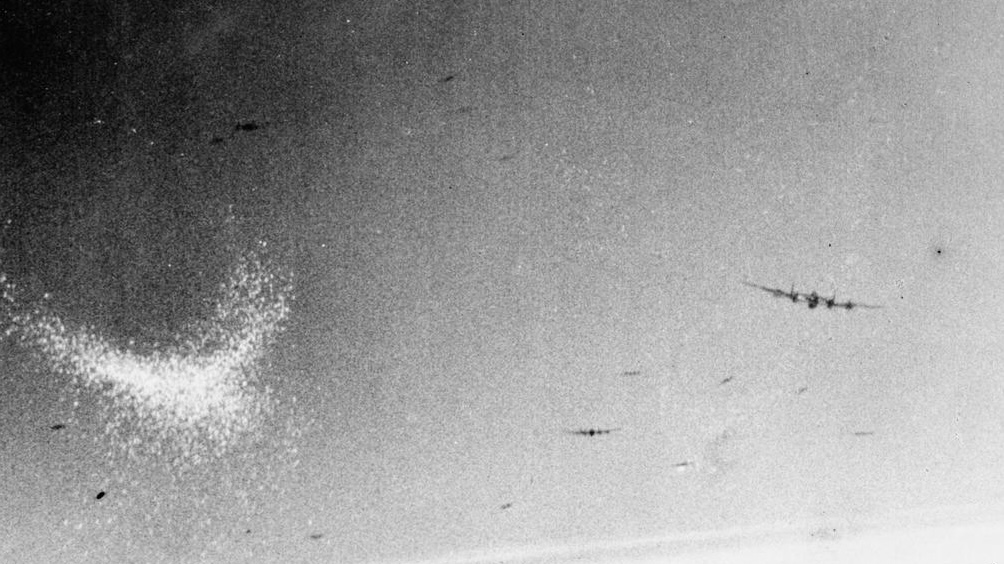
Un Lancaster lâchant des paillettes (windows) qui forment un genre de nuage blanc en forme de croissant à l'arrière de l'appareil

La Seconde Guerre mondiale est le premier conflit dans l'Histoire où les équipements électroniques ont été massivement développés et utilisés pendant les combats.
Cet article liste les équipements concernés, leurs noms de code, ainsi que les tactiques dérivées utilisées entre 1939 et 1945.

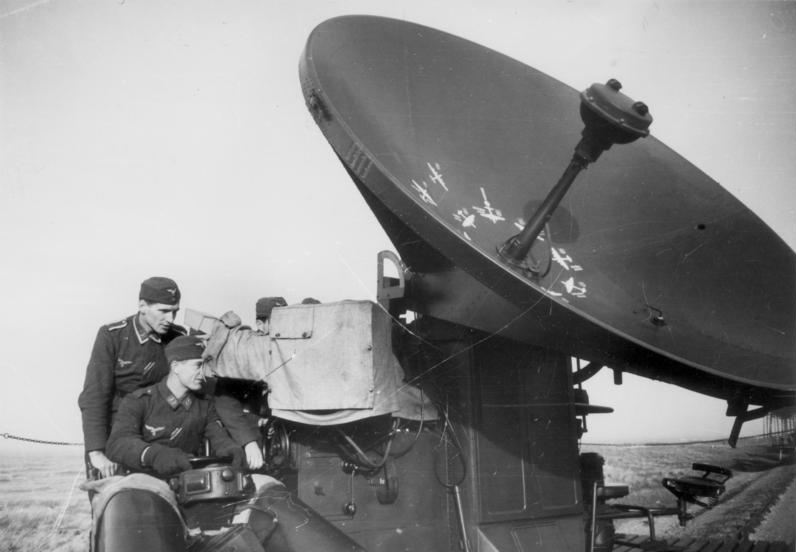
Radar allemand Würzburg, cible des windows.

## Équipements
Nota : Les équipements listés sont classés par ordre alphabétique.

### Concernant la guerre aérienne

#### Guerre aérienne, côté desAlliés
| Nom de code             | Référence          | Nationalité | Apparition    | Fabricant  | Commentaire |
| ----------------------- | ------------------ | ----------- | ------------- | ---------- | --- |
| Airborne Cigar (A.B.C.) | ARI 5558           | britannique | mai 1944      | nc         | Brouilleur radar transporté par les Lancasters du No. 101 Sqn. Cet équipement, manœuvré par un huitième homme, saturait les radars Lichtenstein des chasseurs de nuits allemands. |
| Aspirin                 | ---                | britannique | novembre 1940 | nc         | Brouilleur britannique du système Knickebein |
| Benjamin                | ---                | britannique | mai 1941      | nc         | Brouilleur britannique du système de navigation Y-Gerät- voir aussi Domino |
| Briar                   | ---                | britannique | nc            | nc         | Brouilleur au sol visant Egon |
| Bromide                 | ---                | britannique | novembre 1940 | nc         | Brouilleur britannique du X–Gerät |
| Carpet                  | ARI 5549           | britannique | nc            | nc         | Famille de brouilleurs embarqués visant les radars Würzburg. |
| Carpet                  | AN/APQ9 et AN/APR4 | américain   | nc            | nc         | Version US de la famille de brouilleurs embarqués visant les radars Würzburg. |
| Cigar                   | ---                | britannique | nc            | nc         | Brouilleur radar au sol, version terrestre de "Airborne Cigar"; utilise simultanément 15 émetteurs en Angleterre pour brouiller toute la bande des fréquences utilisées par le contrôle de la chasse de nuit allemande                                                                                         |
| Domino                  | ---                | britannique | février 1941  | nc         | Brouilleur britannique de Y-Gerät - voir aussi Benjamin |
| Carpet                  | APT-3              | britannique | nc            | nc         | Groupe 100 (RAF) - escadron de brouillage radio (morse) |
| (Ground) Grocer         | ---                | britannique | nc            | nc         | Version terrestre de la version aérienne Grocer |
| Jostle                  | ARI 5289           | britannique | nc            | nc         | Brouilleur embarqué d'une puissance de 2,5 kW. Il était installé dans les soutes à bombes scellées des forteresses volantes du Groupe 100 (RAF) |
| Moonshine               | ---                | britannique | avril 1942    | nc         | Brouilleur agissant en dupliquant l'écho reçu par le radar allemand, |
| Mandrel                 | APT-2              | britannique | novembre 1942 | avril 1943 | Groupe 100 (RAF) famille de brouilleurs saturant les radars Freya et Würzburg |
| Meacon                  | ---                | britannique | août 1940     | nc         | "Masking BEACON" - Stations de brouillage britannique fonctionnant sur de grandes longueurs d'onde pour brouiller Knickebein. |
| Piperack                | ARI 5699           | britannique | nc            | nc         | Brouilleur embarqué permettant à l'avion porteur d'établir derrière lui une zone conique brouillée pour protéger les appareils suivants des radars allemands. Mis en œuvre par le Groupe 100 (RAF). |
| Pip-squeak              | ---                | britannique | 1940          | nc         | Emetteur IFF montée sur les chasseurs pendant la bataille d'Angleterre. Sur demande du contrôle au sol, le pilote émet, sur une fréquence propre à chaque squadron, un son modulé. Par triangulation, le contrôle au sol peut alors déterminer la position de l'appareil et l'identifier parmi d'autres échos. |
| Windows                 | ---                | britannique | 1943          | nc         | Bandelettes d'aluminium dispersées par avion et brouillant les radars allemands par création d'une multitude d'échos. Taille initiale de 30 cm sur 15 mm, variant selon les types de radars à brouiller |

| Nom de code       | Référence | Nationalité | Apparition   | Fabricant        | Commentaire |
| ----------------- | --------- | ----------- | ------------ | ---------------- | --- |
| BABS              | ---       | britannique | nc           | nc               | (Beam Approach Beacon System) - Système de guidage pour l'atterrissage aux instruments utilisant Rebecca (en) |
| Boozer            | ARI R1618 | britannique | 1943         | nc               | Système radar d'alerte précoce contre Würzburg et Liechtenstein, embarqué sur les bombardiers |
| Darky             | ---       | britannique | nc           | nc               | Système de secours de la RAF. Si les autres systèmes étaient inopérant (en panne ou détruit), un pilote pouvait, en utilisant sa radio sur 6 440 MHz, retourner à sa base. |
| Eureka            | AN/PPN-1  | britannique | 1940         | nc               | Radiophare portatif - transmetteur terrestre - voir aussi Rebecca. AN/PPN-1 est la version US. |
| Fishpond          | ---       | britannique | nc           | nc               | Détecteur de radar de chasseur, ajouté au H2S, sur certains bombardiers au début 1944 |
| G-H (en) "Discus" | ---       | britannique | nc           | nc               | Système de navigation par radio utilisé pour le bombardement sans visibilité. En particulier les sites de lancement V1 et V2. |
| Gee               | ---       | britannique | août 1941    | nc               | Système de navigation par radio ancêtre du système LORAN |
| H.F. D/F          | ---       | britannique | nc           | nc               | (High Frequency Direction Finding) – donne une position fixe par radio pour la RAF jusqu'à 160 kilomètres des transmetteurs basés en Grande-Bretagne. Le système était basé sur des communications vocales, et était utilisé par les avions pour retrouver leurs bases. Le développement de cette fonction primaire a cessé mais il est resté en service jusqu'à la fin de la guerre en tant que système de secours et comme système de communications entre les appareils et leur base. |
| LORAN             | ---       | américain   | nc           | nc               | Système d'aide à la navigation à grande distance: utilise deux émetteurs; fonctionne surtout au-dessus de la mer. |
| Lucero            | ---       | britannique | nc           | nc               | Système de guidage retour embarqué par certains Mosquito pour faire face au Kettenhund allemand (Brouilleur de balise Eureka) |

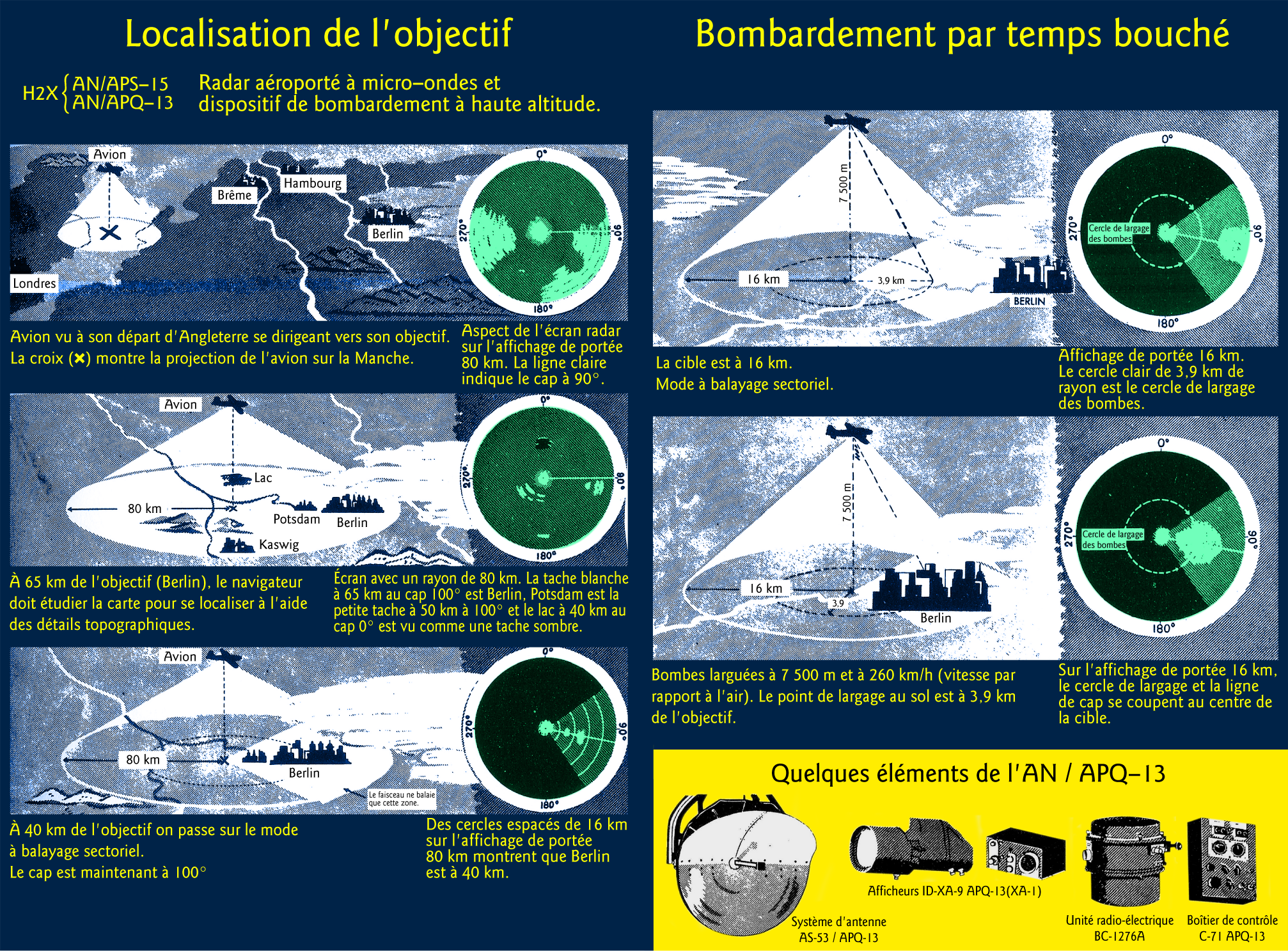
Schéma de l’utilisation du radar H2X embarqué sur les B-17 et B-24 américains à partir de fin 1943.

| Équipement Z      | ---       | britannique | nc           | nc               | Système de lampes infrarouges permettant aux avions alliés d'être reconnu par le système de tir automatique Village Inn (en) montés sur les bombardiers |
| Monica            | ARI 5664  | britannique | juin 1943    | nc               | Radar de queue pour bombardier, permettant de détecter un chasseur de nuit allemand en approche par l'arrière. |
| ---               | AN/APS13  | américain   | nc           | nc               | Version américaine du radar Monica britannique. |
| Perfectos         | ---       | britannique | 1944         | nc               | Trompeur embarqué pour déclencher le transpondeur IFF du chasseur de nuit allemand et se servir de son signal pour le joindre et l'abattre, |
| Rayon Jay         | ---       | britannique | nc           | nc               | A été présenté en partie comme une tromperie pour aider à confondre les Allemands sur l'utilisation du GEE. Il était néanmoins utilisé comme une balise pour le retour à la base. Un certain nombre d'émetteurs, de Lossiemouth à * * Manston dans le Kent émettaient chacun un faisceau relativement étroit sur des fréquences légèrement différentes à travers la Mer du Nord. Des récepteurs, adaptés sur tous les bombardiers britanniques, pourraient recevoir ce signal à 350 milles de distance à 10 000 pieds. Une fois qu'un bombardier avait trouvé un rayon, il pourrait voler en bas en direction de la Grande-Bretagne. À la fin de 1943, tous les émetteurs sauf deux ont été arrêtés. Les deux derniers ont été éteints vers la fin de 1944 parce qu'ils ont été remplacés par le GEE et parce que leur utilisation pour tromper les Allemands était devenue superflue. |
| Oboe              | ---       | britannique | nc           | nc               | Systèmes de guidage; principalement utilisé pour guider les marqueurs (Pathfinders) de cible à bombarder. Il utilise deux émetteurs, dénommés "Chat" et "Souris", et localisés loin l'un de l'autre en Angleterre (l'un à Douvres, l'autre à Cromer). Le marqueur suit l'une des émissions ("Chat"), le croisement avec l'autre ("Souris") indique le survol de la cible. |
| Rebecca           | AN/APN2   | britannique | 1940         | nc               | Transpondeur embarqué permettant à l'avion d'interroger une balise Eureka pour obtenir un cap et/ou une distance. AN/APN2 est la version US. |
| Serrate           | ---       | britannique | nc           | nc               | Détecteur d'émission du radar allemand aéroporté Lichtenstein. Il permettait à des chasseurs britanniques de piéger un chasseur de nuit allemand pensant attaquer un bombardier isolé. |
|                   | SCR-270   | américain   | octobre 1940 | nc               | Radar de veille aérienne. C'est un radar de ce type qui détecte, sans résultat, l'approche des avions japonais de Pearl Harbor, le 7 décembre 1941. SCR-271 est la version fixe. |
| ---               | SCR-584   | américain   | 1944         | nc               | Radar terrestre de conduite de tir de DCA. Un radar, associé à un calculateur M-9 Gun Predictor, dirige une batterie de 4 canons de 90mm. Utilisé en Sicile, à Anzio et dans le Pacifique. |
| SM                | ---       | américain   | octobre 1943 | General Electric | Version navale du SCR-584 américain; d'un poids de 8,2 tonnes, il est installé uniquement sur les grosses unités telles les porte-avions. Une version plus légère "SP", apparaîtra fin 1944. |
| SON-4             | ---       | soviétique  | 1944         | nc               | Copie soviétique du SCR-584 américain (celui-ci ayant été fourni au titre du Prêt-Bail). |
| T3G Device        | ---       | américain   | janvier 1943 | nc               | Fusée de proximité pour DCA. Nombreuses dénominations selon les canons; par exemple, "Mk 53" est le nom de la fusée pour les projectiles de 127 mm de l'US Navy. |
| Village Inn       | AGLT      | britannique | 1944         | nc               | Tourelle arrière de bombardier à tir automatique contrôlé par radar. |

| Nom de code | Référence          | Nationalité | Apparition    | Fabricant | Commentaire |
| ----------- | ------------------ | ----------- | ------------- | --------- | --- |
| H2S         | ---                | britannique | nc            | nc        | Radar britannique de cartographie terrestre destiné à localiser les cibles de nuit ou au travers des nuages                                                       |
| H2X         | AN/APQ13, AN/APS15 | américain   | novembre 1943 | nc        | Version américaine du H2S britannique |
| ASH         | AI Mk XV           | britannique | nc            | nc        | Radar air-air centimétrique dérivé du radar ASV III opérant sur une longueur d'onde de 3 cm à la fréquence de 10 GHz. Utilisé par le Groupe 100 (RAF) (Mosquitos) |
| ---         | AN/APS4            | américain   | nc            | nc        | Radar américain de cartographie terrestre, développement du H2S britannique                                                                                       |

#### Guerre aérienne, côté desForces de l'Axe
| Nom de code      | Référence | Nationalité | Apparition | Fabricant               | Commentaire |
| ---------------- | --------- | ----------- | ---------- | ----------------------- | --- |
| Düppel           | ---       | allemand    | nc         | nc                      | Nom allemand donné aux contre mesures anti radar alliées appelées chaff par les États-Unis et Windows par l'Angleterre. Testé en 1941 mais non utilisé sur ordre de Göring jusqu'en janvier 1944.                                              |
| Feuerhilfe       | ---       | allemand    | nc         | nc                      | Brouilleur contre Gee. |
| Feuerzauber      | ---       | allemand    | nc         | nc                      | (anti-Bumerang B) - Brouilleur contre Oboe II. |
| Feuerzange 1 & 2 | ---       | allemand    | nc         | nc                      | Brouilleur contre Gee. Capable de brouiller plusieurs fréquences en même temps. |
| giman-shi        | ---       | japonaise   | mai 1943   | nc                      | Littéralement : "Papier trompeur, leurre ", Version japonaise des windows. Noter que son utilisation précède d'un mois, lors d'un raid sur Guadalcanal, le raid anglais sur Hambourg qui voit la première utilisation sur le théâtre européen. |
| Heinrich 1 & 2   | ---       | allemand    | nc         | nc                      | Brouilleurs au sol destiné au système Gee britannique, |
| Karl             | ---       | allemand    | nc         | nc                      | (anti-Bumerang A) - Brouilleur contre Oboe I. Utilisé aussi contre G-H. |
| Kettenhund       | ---       | allemand    | nc         | nc                      | Brouilleur allemand de balises Eureka |
| Olga (1 & 2)     | ---       | allemand    | 1940       | GEMA (1), Blaupunkt (2) | Brouilleur du Chain Home britannique |

| Nom de code            | Référence  | Rationalité | Apparition     | Fabricant                                   | Commentaire |
| ---------------------- | ---------- | ----------- | -------------- | ------------------------------------------- | --- |
| Ansbach                | ---        | allemand    | nc             | nc                                          | Radar allemand dérivé du Würzburg. |
| Breslau I & II         | S604/2     | allemand    | nc             | nc                                          | 5 stations pour brouiller la Chain Home britannique |
| Caruso                 | ---        | allemand    | fin 1940       | nc                                          | Brouilleurs allemand pour les communications entre chasseurs et contrôle au sol anglais. Arrive trop tard en 1940 pour être efficace.                                                |
| Egerlund               | ---        | allemand    | nc             | nc                                          | Radar de tir basé sur le couplage d'un Marbach et d'un Kulmbach (2 en service en 1945).                                                                                              |
| Egon                   | ---        | allemand    | 1943           | nc                                          | Système de guidage de bombardiers, assez similaire au système Oboe des anglais, et utilisant 2 radars Freya. Testé sur le Front de l'Est mais non généralisé.                        |
| Flensburg              | FuG 227    | allemand    | nc             | Siemens                                     | Détecteur allemand de radar britannique Monica |
| Freya                  | FuMG 80    | allemand    | 1938           | GEMA                                        | Radar terrestre allemand de veille aérienne,. |
| Garmisch-Partenkirchen | ---        | allemand    | février 1942   | nc                                          | Trompeur allemand; 5 stations sont déployées durant l'opération Donnerkeil (juillet 1940); le but est de générer des échos simulant plusieurs avions pour la Chain Home britannique. |
| Jagdschloss            | ---        | allemand    | automne 1943   | GEMA, Siemens, Lorenz                       | Radar allemand de veille lointaine et de surveillance des combats,.. |
| Kehl                   | ---        | allemand    | nc             | nc                                          | Série d'équipement allemand radio contrôlé embarqué, utilisé pour le guidage aérien des Henschel Hs 293 A et des Fritz X                                                             |
| Knickebein             | FuG28      | allemand    | nc             | nc                                          | Aide à la navigation allemand (fonctionne avec deux faisceaux), utilisé au début de 1940; sert pour le bombardement de Coventry.                                                     |
| Kulmbach               | ---        | allemand    | nc             | nc                                          | Radar terrestre de désignation d'objectif aérien, basé sur Marbach. |
| Lorenz (navigation)    | ---        | allemand    | nc             | Lorenz                                      | Système allemand d'aide à l'atterrissage par faible visibilité |
| Mammut                 | FuMG 41/42 | allemand    | 1945           | Telefunken et Experimental Signals Kommando | Radar allemand à longue portée, composé de 6-8 réflecteurs Freya (30 m de large pour 10 m de haut) .                                                                                 |
| Mannheim               | ---        | allemand    | 1943           | nc                                          | Radar allemand dérivé du Würzburg, utilisé pour diriger la Flak et les projecteurs.                                                                                                  |
| Marbach                | ---        | allemand    | 1945           | nc                                          | Radar de veille aérienne, centimètrique. |
| Naxburg                | ---        | allemand    | septembre 1943 | nc                                          | Système de brouillage de Oboe (I et II) utilisant le couplage de Naxos et Würzburg. Inefficace sur Oboe III.                                                                         |
| Naxos Z                | FuG 350    | allemand    | nc             | Telefunken                                  | Détecteur de radars centimètriques. Monté sur des chasseurs de nuit. |
| Neptun                 | FuG 218    | allemand    | 1944           | FFO et Siemens                              | Radar de chasseur de nuit. |
| Roderich               | ---        | allemand    | automne 1943   | Siemens                                     | Brouilleur contre H2S. |
| Ta Chi-6               | ---        | japonais    | nc             | nc                                          | Radar terrestre d'alerte aérienne précoce de l'armée de terre japonaise. Pour les radars navals, on aura "Ta Se" et "Ta Ki" pour les radars aériens embarqués.                       |
| Ta Chi-24              | ---        | japonais    | nc             | nc                                          | Version japonaise (armée de terre) du Würzburg allemand |
| Wassermann             | FuMG 402   | allemand    | 1942           | Siemens                                     | Radar allemand utilisé pour déterminer l'altitude des cibles, avec une antenne de 36 à 60 mètres de haut.                                                                            |
| Würzburg               | FuG 202    | allemand    | 1940           | Telefunken                                  | Radar allemand pour guider les chasseurs de nuit |
| Würzburg-Riese         | FuMG65     | allemand    | 1941           | Telefunken                                  | Amélioration du précédent avec une parabole passant à 7,5 mètres de diamètre. |
| X-Gerät                | ---        | allemand    | nc             | nc                                          | Système allemand de faisceaux de guidage pour les bombardiers, également connu sous la dénomination de Wotan I                                                                       |
| Y-Gerät                | ---        | allemand    | mi-1943        | nc                                          | Système allemand de faisceaux de guidage pour les bombardiers, également connu sous la dénomination de Wotan II                                                                      |

| Nom de code  | Référence       | Nationalité | Apparition    | Fabricant  | Commentaire |
| ------------ | --------------- | ----------- | ------------- | ---------- | --- |
| Berlin       | FuG 240         | allemand    | avril 1945    | Telefunken | Radar allemand embarqué sur chasseur de nuit, radar centrimétique (micro-ondes) (9 cm/30 GHz). Inspiré du H2S britannique.                                  |
| Bremenanlage | FuG 244/245     | allemand    | nc            | nc         | Radar allemand de veille aéroporté |
| Hohentwiel   | FuG 200         | allemand    | décembre 1942 | nc         | Radar embarqué allemand, basé sur l'UHF, optimisé pour les applications maritimes (anti navires).                                                           |
| Lichtenstein | FuG 202/212/220 | allemand    | nc            | Telefunken | Radar de chasseurs de nuit, basé sur les UHF (pour les versions B/C and C-1), et plus tard sur les VHF (pour la version SN-2), mis en service en 1941/1942. |

### Concernant la guerre navale

#### Guerre navale, côté desAlliés
| Nom de code     | référence | nationalité | Apparition | Fabricant | commentaire |
| --------------- | --------- | ----------- | ---------- | --------- | --- |
|                 | AN/APQ-5  | américain   | août 1943  | nc        | variante américaine du H2X, optimisée pour l'attaque de nuit à basse altitude de navires. Mis en service dans le Pacifique en août 1943.                                                                     |
| ASDIC           | ---       | britannique | nc         | nc        | Premier sonar britannique utilisé pour la détection et la chasse des Uboots |
| ASV II          | ---       | britannique | nc         | nc        | (Air to Surface Vessel radar, version 2). Radar air-mer opérant à une longueur d'onde de 1,5 m, qui pouvait détecter un sous-marin en surface jusqu'à 58 kilomètres.                                         |
| ASV III         | ---       | britannique | nc         | nc        | (Air to Surface Vessel radar, version 3). Radar air-mer opérant sur une longueur d'onde centimétrique, similaire au H2S utilisé par la RAF.                                                                  |
| Huff-Duff       | ---       | britannique | nc         | nc        | système radiogoniométrique haute fréquence, utilisé par les marines alliées pour localiser les émissions radio de U-boots.                                                                                   |
| Type 79Y et 79Z | ---       | britannique | nc         | nc        | radar de veille aérienne pour navires (1939); Détecte des avions à 100 km. 40 appareils livrés à la Royal Navy en décembre 1939.                                                                             |
| Type 271        | ---       | britannique | nc         | nc        | Radar centimètrique largement installé sur les escorteurs alliés, en particulier ceux livrant la bataille de l'Atlantique. Permettait de détecter la petite silhouette d'un U-boot voire son seul périscope. |
| Type 281        | ---       | britannique | nc         | nc        | radar de veille aérienne et de surface. Remplace les types 79; détecte un avion à 110 km, un navire à 20 km. En service jusqu'à la fin de la guerre.                                                         |
| Type 284        | ---       | britannique | nc         | nc        | radar de conduite de tir. En service jusqu'à la fin de la guerre; détecte un avion à 130 km, un navire à 27 km. C'est ce type de radar qui permet à HMS Suffolk de détecter le Bismarck, le 21 mai 1941.     |
| Type 286        | ---       | britannique | 1941       | nc        | radar de veille surface. Équipe les escorteurs en 1941. Permet de détecter les U-Boots en surface mais pas un simple périscope. Responsable de la destruction des U-100 de Schepke et U-99 de Kretschmer.    |

#### Guerre navale, côté desForces de l'Axe
| Nom de code     | référence        | nationalité | Apparition     | Fabricant     | commentaire |
| --------------- | ---------------- | ----------- | -------------- | ------------- | --- |
| Gufo            | EC3 (bis et ter) | italiens    | 1941-1943      | ---           | radars de veille surface installés sur des navires italiens, comme le Littorio après la bataille du cap Matapan. |
| Metox           | R600A puis R203  | allemand    | nc             | Metox-Grandin | Détecteur aérien pour navires de ligne. Fabriqué par des firmes françaises (1 100 exemplaires). |
| Metox           | FuMB1            | allemand    | septembre 1942 | Metox-Grandin | Détecteur passif installé sur les U-Boots qui donnait l'alerte en cas d'approche d'avion. Structure en bois, surnommée "Biskayakreuz" par les marins, avec un câble passant par l'écoutille du kiosque; provoquait un bourdonnement dans les écouteurs de l'opérateur radio. L'engin devait alors être démonté pour que le U-boot puisse plonger. |
| Naxos U         | ---              | allemand    | nc             | Telefunken    | Détecteur d'émission radar centimétrique. Successeur du Metox. Pour U-boote. |
| Berlin U1       | FuMB 7           | allemand    | 1945           | nc            | Radar panoramique pour U-boot, placé sur le kiosque. |
| Berlin U2       | ---              | allemand    | 1945           | nc            | Radar panoramique pour U-boot, placé sur le périscope; capable de détecter un escorteur à 20 km tout en restant en plongée. |
| Mk I Model 1-3  | ---              | japonais    | 1942-1943      | nc            | Radars de veille, placés à terre. |
| Mk II Model 1-2 | ---              | japonais    | 1942           | nc            | Radars de veille surface, embarqués. |
| Mk IV Model 1-2 | ---              | japonais    | 1943-1944      | nc            | Radars de veille aérienne, utilisés pour la DCA et les projecteurs. |
| Renner          | ---              | allemand    | nc             | nc            | Radar côtier. Capable de détecter un destroyer à 70 km. |
| Seetakt         | ---              | allemand    | 1938           | nc            | Radar pour navires de ligne (1938). Équipait, entre autres, le Graf Spee. Servait pour la détection et la conduite de tir. Sur les deux centaines construites, un bon nombre d'exemplaires furent installés pour la défense côtière. |
| Wespe           | FuMe1            | allemand    | 1942           | nc            | IFF pour que le navire soir reconnu de Seetakt. |

### Concernant la guerre terrestre

#### Côté desAlliés
| Nom de code | référence | nationalité | Apparition | Fabricant | commentaire |
| ----------- | --------- | ----------- | ---------- | --------- | --- |
| Jackal      | ART-3     | américain   | 1944       | nc        | Brouilleur aéro-transporté pour brouiller les communications radio des blindés allemands.                                    |
| ---         | SCR-584   | américain   | 1944       | nc        | radar terrestre de conduite de tir, de calcul de trajectoires pour contre-batterie, voire de détection de véhicules ennemis. |

#### Côté desForces de l'Axe
| Nom de code    | référence | nationalité | Apparition   | Fabricant  | commentaire |
| -------------- | --------- | ----------- | ------------ | ---------- | --- |
| Sperber        | ---       | allemand    | automne 1944 | nc         | dispositif de vision nocturne, infrarouge, équipant des blindés allemands. |
| Uhu            | ---       | allemand    | 1945         | nc         | Projecteur infrarouge monté sur des autos chenilles Sd.Kfz 251/20 d'observation et de commandement. Ceux-ci devaient servir à renseigner les Panzer V équipés de Sperber.                                                      |
| Würzburg       | ---       | allemand    | 1943         | Telefunken | Radar allemand qui a été le premier système de radar au sol pour le guidage d'artillerie (Flak). En 1942, lors de l'opération Biting, à Bruneval, un commando britannique capture un radar Würzburg et l'emmène en Angleterre. |
| ZG-1229 Vampir | ---       | allemand    | 1945         | nc         | dispositif de vision nocturne infrarouge pour arme d'infanterie StG 44. N'est produit qu'en tout petit nombre. |

## Liaisons entre équipements cités

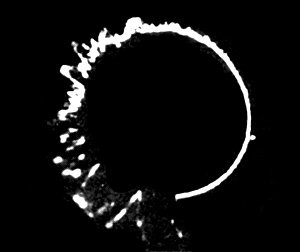
Radar Würzburg brouillé par des windows. Le brouillage se manifeste sur la partie gauche de l'écran. Sur la partie droite, non brouillée, apparaît une cible (située à l'équivalent de 3h sur un cadran horaire).

Ce paragraphe regroupe les équipements créés avec ceux qui ont été développés par la suite à titre de contre-mesures.

### 1 Balise britannique
- Eureka  Royaume-Uni (balise)
  - Kettenhund  Reich allemand (Brouilleur)
    - Lucero  Royaume-Uni (pour déjouer Kettenhund)

### 2 Brouillage de radar allemand
- Freya  Reich allemand (radar)
  - Moonshine  Royaume-Uni (trompeur)
  - Mandrel  Royaume-Uni (Brouilleur)

### 3 Brouillage de radar embarqué
- Lichtenstein  Reich allemand (radar aéroporté)
  - Cigar  Royaume-Uni (et A.B.C, sa version aéroportée), Brouilleur
  - Grocer  Royaume-Uni (Brouilleur, aéroporté ou terrestre)
  - Serrate  Royaume-Uni (détecteur aéroporté du Lichtenstein monté sur les chasseurs de nuit britanniques)

### 4 Brouillage de système de navigation
- Knickebein  Reich allemand système de guidage de bombardiers
  - Meacon  Royaume-Uni (trompeur)
  - Aspirin  Royaume-Uni (Brouilleur)

### 5 Brouillage de radar embarqué allié
- H2S  Royaume-Uni (radar centimétrique aéroporté)
  - Naxos Z  Reich allemand détecteur offensif de H2S
    - Fishpond  Royaume-Uni (complément de H2S, pour détecter les chasseurs de nuit allemands dans le voisinage du bombardier)

  - Roderich  Reich allemand Brouilleur
  - Naxos ZR  Reich allemand détecteur de H2S défensif pour chasseurs de nuit
  - Korfu  Reich allemand détecteur amélioré (peu déployé)

### 6 Détecter un détecteur
- ARI5664 Monica  Royaume-Uni (radar porté par des bombardiers)
  - FuG 227 Flensburg  Reich allemand (détecteur du radar Monica, monté sur les chasseurs de nuit)

### 7 Brouillage d'une aide au bombardement (1)
- X–Gerät  Reich allemand (radar)
  - Bromide  Royaume-Uni (Brouilleur)

### 8 Brouillage d'une aide au bombardement (2)
- Y–Gerät  Reich allemand (radar)
  - Benjamin  Royaume-Uni (Brouilleur)
  - Domino  Royaume-Uni (Brouilleur)

## Tactiques
Ce paragraphe présente les modalités de mise en œuvre des équipements et des contre-mesures associées.

### Alerte
- Barrage David - Chaîne de radars terrestres françaises d'alerte installés à partir de 1939
- Chain home – Chaîne de radars terrestres britanniques d'alerte précoce utilisée durant la bataille d'Angleterre

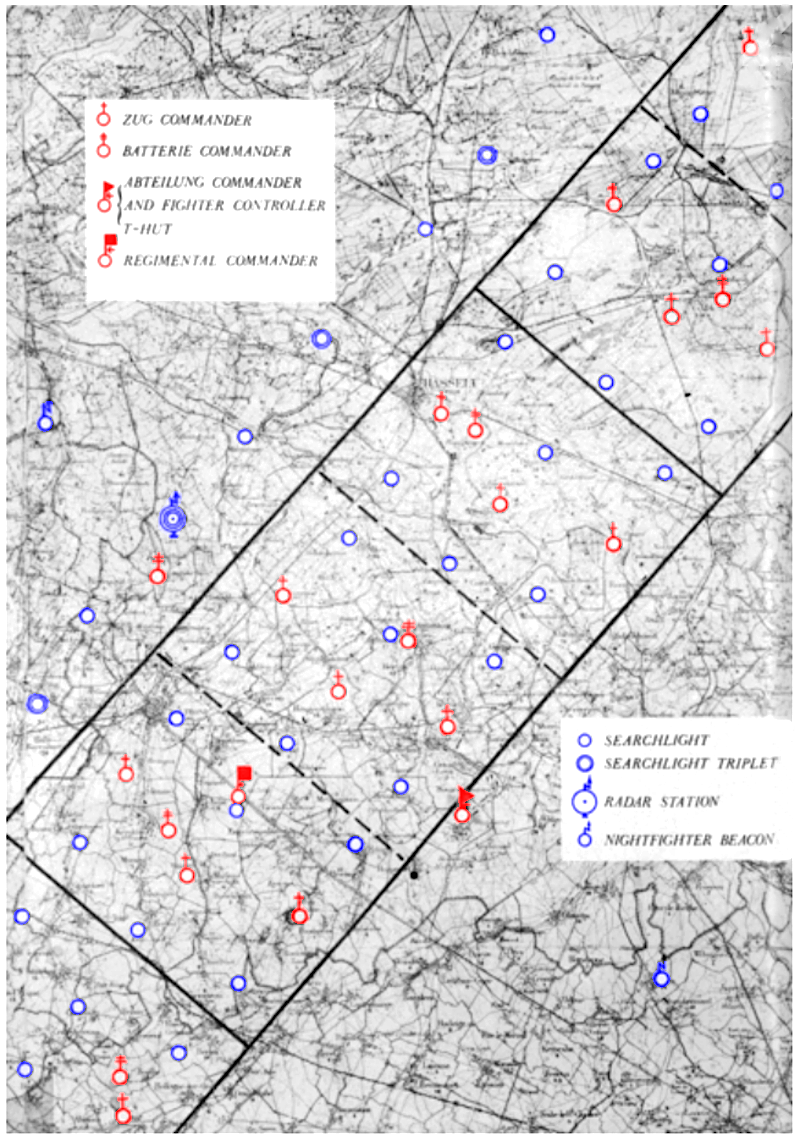
Carte d’une partie de la ligne Kammhuber, et de la position des intercepteurs nocturnes, volée par un agent belge pour le compte des Britannique en 1942.

- Ligne Kammhuber – système de défense aérienne du Reich[note 9],[14].
- Himmelbett – "Baldaquin", système allemand de contrôle des chasseurs de nuit, élément de la ligne Kammhuber. Ne peut guider qu'un seul chasseur à la fois.

### Brouillage
- Naxos Z couplé avec Würzburg - Cette combinaison permettait de recevoir à longue distance les émissions Oboe.
- Naxburg - évolution du précédent. Permet de détecter les émissions Oboe mais aussi de le parasiter en envoyant de faux signaux; la station en Grande-Bretagne recevant alors plusieurs échos pour chaque signal envoyé[15]
- Stördorf Feldberg - Regroupement de brouilleurs pour contrer les Gee et G-H (août 1944). Utilise les brouilleurs Heinrich, Feuerhilfe, Feuerzange.
- Tinsel - Regroupement de brouilleurs au sol et de brouilleurs embarqués (Airborne Cigar) pour bloquer les transmissions phoniques entre les chasseurs de nuit allemands et leur contrôle au sol. Le brouillage consiste à noyer les fréquences de transmission repérées par le bruit de l'un des moteurs de l'avion. Efficacité reconnue.
- "Taxable" et "Glimmer" - Opérations de couverture du débarquement en Normandie. Des bombardiers lâchant des windows et des vedettes remorquant des ballons simulent une force d'invasion avançant à 7 nœuds vers le pas de Calais. L'efficacité est reconnue quand des batteries côtières allemandes ouvrent le feu contre cette « force d'invasion ».

### Interception aérienne
- Corona - opération britannique ayant pour but de détecter les fréquences radio utilisées pour les communications entre chasseurs de nuit allemands et leur contrôle au sol et de les polluer avec de faux ordres donnés par des opérateurs alliés parlant allemand. Cette opération commence en octobre 1943 lors d'un raid sur Cassel. Les Allemands chercheront alors à utiliser des contrôleurs féminins, promptement imités par les Anglais. Dans un second temps, les Anglais jugeront plus efficace de rediffuser en même temps plusieurs communications allemandes enregistrées.
- Mahmoud – Guet-apens pour chasseur de nuit allemand, basé sur l'utilisation de Serrate et Monica.
- Tame Sau ("Truie") – tactique pour les chasseurs de nuit allemands, utilisant des radio-balises pour les rassembler avant de les diriger en masse contre les bombardiers britanniques.
- Wilde Sau ("Laie") – tactique pour les chasseurs de nuit allemands, pour des attaques individuelles contre les bombardiers britanniques.

### Saturation
- Bomber stream – Tactique de saturation des défenses allemandes, en concentrant sur quelques « baldaquins » (cellules de la ligne Kammhuber) le flot des bombardiers.

## Sources
- (en) Cet article est partiellement ou en totalité issu de l’article de Wikipédia en anglais intitulé « List of World War II electronic warfare equipment » (voir la liste des auteurs).